# Toyoji Takahashi
Toyoji Takahashi (jap. 高橋 豊二 Takahashi Toyoji; ur. 24 września 1915 w Tokio, zm. 5 marca 1940 w Tateyamie) – japoński piłkarz.

## Kariera klubowa
Jako piłkarz grał w klubie Tokijski Uniwersytet Cesarski.

## Kariera reprezentacyjna
Został powołany do kadry na Igrzyska Olimpijskie w 1936 roku.